# Comunitatea Caraibelor
Comunitatea Caraibelor (în engleză, Caribbean Community), CARICOM a luat ființă la 4 iulie 1973 odată cu semnarea Tratatului de la Chaguaramas de către prim-miniștrii a 4 state (Barbados, Guyana, Jamaica și Trinidad și Tobago) cu scopul de a întări legăturile reciproce și de a crea o piață comună integrată în regiunea Caraibelor. Actualmente numără 15 membrii plini, 5 membrii asociați și 7 membrii observatori, majoritatea acestora aparținând comunității The Commonwealth. Organele supreme de conducere sunt Conferința Șefilor de Stat și Consiliul de Miniștri al Comunității Caraibelor.
Membrii cu drepturi depline: 
- Antigua și Barbuda
- Bahamas
- Barbados
- Belize
- Dominica
- Granada
- Guyana
- Haiti
- Jamaica
- Montserrat
- Sfânta Lucia
- Sfântul Kitts și Nevis
- Sfântul Vincențiu și Grenadinele
- Surinam
- Trinidad și Tobago

Membrii asociați: 
- Anguilla
- Bermude
- Insulele Caiman

Membrii observatori:
- Aruba
- Antilele Olandeze
- Columbia
- Mexic
- Puerto Rico
- Republica Dominicană
- Venezuela

Obiectivele Comunității Caraibelor, astfel cum reiese din tratatele constitutive, sunt:
- integrarea economică statelor membre către un regim de Piață Comună;
- coordonarea politilor externe ale statelor Membre;
- promovarea cooperării în domeniile educațional, cultural și industrial.

Tratatul semnat la 4 iulie 1973 de către prim-miniștrii Errol W. Barrow al Barbados, L.F.S. Burnham al Guyanei, Michael Manley al Jamaicăi și Eric Williams al Trinidad și Tobago a fost modificat în februarie 1992 pentru a schimba numele organismului (care se numea Comunitatea și Piața Comună a Caraibelor) și a-și redefini obietivele. La 2 iulie 1991 teritoriile britanice ale Insulelor Turcos și Caicos și Inslele Virgine Britanice au devenit membrii asociați și la fel s-a întâmplat cu Anguila în 1992, Insulele Caiman în 2002 și Bermude în 2003.
Chiar dacă engleza este oficială în majoritatea membrilor, spaniola a câștigat teren. În 2003 Comunitatea Caraibelor adoptă castiliană/castellano ca a doua limbă oficială, și recunoaște necesitatea de a populariza-o în regiune, pentru care a solicitat ajutorul Cubei și a Organizației Statelor Americane. După cum declara subsecretarul general, Lolita Applewhite, șefii de stat ai comunității au luat această decizie pentru a ajuta la reducerea distanțelor culturale și de comunicare care le separă de vecinii săi latino-americani.